# Rifugio Saoseo
Die Saoseohütte (italienisch Rifugio Saoseo) ist eine Schutzhütte der Sektion Bernina des Schweizer Alpen-Clubs. Sie liegt 1985 m ü. M. hoch in den Schweizer Alpen, im sieben Kilometer langen Val di Campo, einem Seitental des Puschlav auf der Südseite des Berninapasses, das auf drei Seiten von Italien umgeben ist.
Die Hütte eignet sich für Tagesausflügler, Familienferien, Wanderer, Naturfreunde, Alpinisten und Skitouristen und besitzt einen Klettergarten.

## Geschichte
Die Hütte wurde 1935 als «Casa Lungacqua» (= entlang des Wassers) für eine Bergbauernfamilie mit 18 Kühen erbaut. Vom Ende der 1930er-Jahre bis 1974 wurde ein Teil des Hauses von der Sektion Bernina des SAC gemietet. Ein weiterer Hausteil wurde von 1940 bis 1957 von der Grenzwacht gemietet, die auch als Hüttenwart verantwortlich war und ein Telefon besass.
1974 kaufte der SAC das Erd- und Dachgeschoss im Stockwerkeigentum und der Bergführer und Leiter der Bergschule Pontresina, Paul Nigg, der auch als Hüttenwart amtete, die mittleren beiden Geschosse. Im Jahr 1976 bekam das Haus eine Wasserleitung.
1980 übernahm ein einheimischer Bergführer den SAC-Teil und erneuerte in Fronarbeit das Erdgeschoss mit einer neuen Küche und einem Restaurant. Die Hütte entwickelte sich zu einem beliebten Ausflugsziel für Fussgänger und Touristen mit bis zu 5000 Übernachtungen (Stand 1996).

### Zugang
- Die Hütte kann vom Restaurant Sfazù an der Südseite des Berninapasses zu Fuss auf der Naturfahrstrasse in 1¼ Stunden erreicht werden (Schwierigkeitsgrad T1).
- Vom Restaurant Sfazù auf dem Wanderweg in 2 Stunden.
- Von La Rösa (an der Bernina-Passstrasse) auf dem Wanderweg in 2 Stunden.

Das Val di Campo wird im Sommerhalbjahr von einer Postautolinie ab Sfazù erschlossen.

### Wanderungen
- Im Val di Campo und zu den Bergseen Lagh da Saoseo und Lagh da Val Viola.

### Alpine Gipfel
- Corn da Mürasciola (2818 m ü. M.), Berg- und Alpinwandern, Alpinklettern
- Piz Cunfin (2903 m ü. M.), Skitouren
- Corn da Camp (Corno di Campo, 3232 m ü. M.)
- Piz Paradisin (Piz Paradisino, 3302 m ü. M.)
- Scima da Saoseo (Cima da Saoseo, 3264 m ü. M.)[3]
- Piz Ursera (3032 m ü. M.)
- Piz Val Nera (3160 m ü. M.)
- Pizzo Zembrasca (Pizzo Zembrasca, 3089 m ü. M.)